# 新城镇 (古田县)
新城镇是中国福建省宁德市古田县已经撤销的一个镇。

## 历史沿革
2004年，新城镇撤销，原辖区分别并入新成立的城东街道和城西街道。

## 行政区划
撤销前的新城镇共辖6个社区，分别是：
胜利社区、文安社区、文兴社区、文河社区、青云社区、新秀社区。